# Сі-Брайт (Нью-Джерсі)
Сі-Брайт (англ. Sea Bright) — місто (англ. borough) в США, в окрузі Монмаут штату Нью-Джерсі. Населення — 1449 осіб (2020).

## Географія
Сі-Брайт розташоване за координатами 40°21′32″ пн. ш. 73°58′28″ зх. д. / 40.35889° пн. ш. 73.97444° зх. д. (40.358927, -73.974343).  За даними Бюро перепису населення США в 2010 році місто мало площу 3,33 км², з яких 1,89 км² — суходіл та 1,44 км² — водойми.

### Клімат
| Клімат : Сі-Брайт            | Клімат : Сі-Брайт | Клімат : Сі-Брайт | Клімат : Сі-Брайт | Клімат : Сі-Брайт | Клімат : Сі-Брайт | Клімат : Сі-Брайт | Клімат : Сі-Брайт | Клімат : Сі-Брайт | Клімат : Сі-Брайт | Клімат : Сі-Брайт | Клімат : Сі-Брайт | Клімат : Сі-Брайт | Клімат : Сі-Брайт |
| Показник                     | Січ.              | Лют.              | Бер.              | Квіт.             | Трав.             | Черв.             | Лип.              | Серп.             | Вер.              | Жовт.             | Лист.             | Груд.             | Рік               |
| Середній максимум, °C        | 4,2               | 5,6               | 9,3               | 14,5              | 19,9              | 25,2              | 28,0              | 27,5              | 24,1              | 18,1              | 12,6              | 7,1               | 16,4              |
| Середня температура, °C      | 0,3               | 1,6               | 5,0               | 10,2              | 15,6              | 20,9              | 23,9              | 23,4              | 19,9              | 13,7              | 8,7               | 3,3               | 12,3              |
| Середній мінімум, °C         | −3,6              | −2,5              | 0,7               | 5,8               | 11,2              | 16,6              | 19,8              | 19,4              | 15,7              | 9,3               | 4,7               | −0,4              | 8,1               |
| Норма опадів, мм             | 89                | 73                | 97                | 105               | 98                | 96                | 118               | 113               | 92                | 99                | 93                | 99                | 1171              |
| Вологість повітря, %         | 65.5              | 62.0              | 61.3              | 62.8              | 67.0              | 70.5              | 70.6              | 71.3              | 71.9              | 69.4              | 67.6              | 65.6              | 67.1              |
| ---------------------------- | ----------------- | ----------------- | ----------------- | ----------------- | ----------------- | ----------------- | ----------------- | ----------------- | ----------------- | ----------------- | ----------------- | ----------------- | ----------------- |
| Джерело: PRISM Climate Group |                   |                   |                   |                   |                   |                   |                   |                   |                   |                   |                   |                   |                   |

## Демографія
Згідно з переписом 2010 року, у селищі мешкало 1412 осіб у 792 домогосподарствах у складі 325 родин. Було 1211 помешкання
Расовий склад населення:
| - 94,5 % — білих - 2,3 % — азіатів - 0,8 % — чорних або афроамериканців - 1,5 % — осіб інших рас |

До двох чи більше рас належало 0,9 %. Частка іспаномовних становила 5,5 % від усіх жителів.
За віковим діапазоном населення розподілялося таким чином: 11,3 % — особи молодші 18 років, 74,2 % — особи у віці 18—64 років, 14,5 % — особи у віці 65 років та старші. Медіана віку мешканця становила 46,7 року. На 100 осіб жіночої статі у селищі припадало 106,7 чоловіків;  на 100 жінок у віці від 18 років та старших — 107,3 чоловіків також старших 18 років.
Середній дохід на одне домашнє господарство  становив 124 226 доларів США (медіана — 83 244), а середній дохід на одну сім'ю — 171 170 доларів (медіана — 89 659). Медіана доходів становила 80 972 долари для чоловіків та 51 607 доларів для жінок. За межею бідності перебувало 11,4 % осіб, у тому числі 24,2 % дітей у віці до 18 років та 4,7 % осіб у віці 65 років та старших.
Цивільне працевлаштоване населення становило 768 осіб. Основні галузі зайнятості: фінанси, страхування та нерухомість — 19,7 %, науковці, спеціалісти, менеджери — 15,5 %, будівництво — 10,3 %, освіта, охорона здоров'я та соціальна допомога — 10,0 %.